# Collection d'antiquités romaines du musée des Beaux-Arts de Lyon
La collection d'antiquités romaines du musée des Beaux-Arts de Lyon comprend de nombreuses pièces variées, statuaires, céramiques, terres cuites, verres. 

## Historique des collections
Depuis ses origines, sous François Artaud premier directeur et archéologue, le musée des Beaux-Arts de Lyon possède une riche collection de pièces de l'époque romaine, pour la plupart issues de fouilles locales. Artaud dispose sous les arcades du cloître des inscriptions lapidaires, des bronzes et des mosaïques qui illustrent le prestige et l’importance de Lyon à l’époque romaine. Il acquiert notamment deux pièces de première importance : la table claudienne et la mosaïque des Jeux du cirque, aujourd’hui conservées au musée gallo-romain de Fourvière, avec les collections du marquis de Migieu et de Tempier.

## Pièces importantes

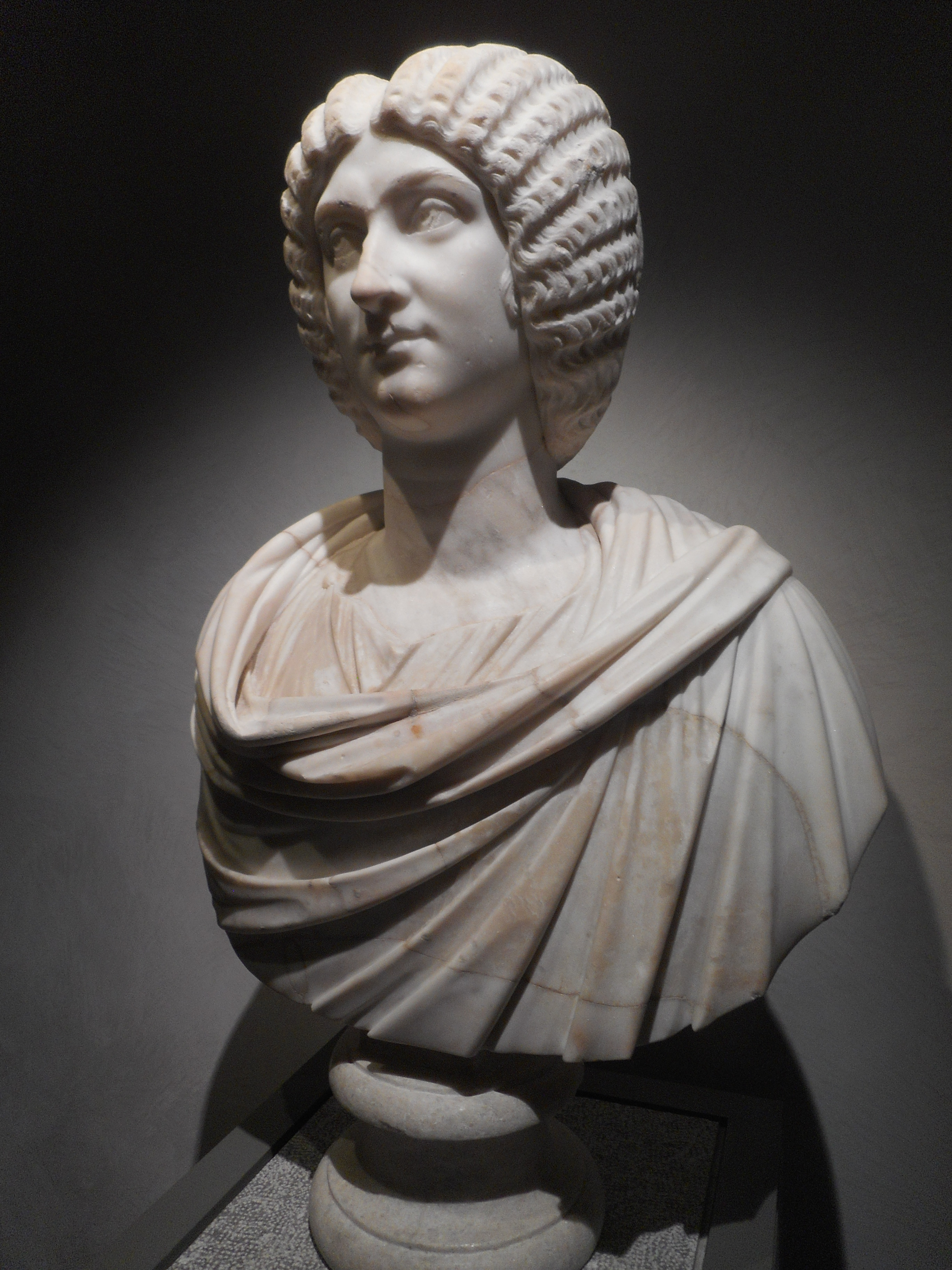
Buste de l'impératrice Julia Domna

- Buste de l'impératrice Julia Domna

- Mercure

- Tête de femme romaine

- Triple Géryon

- Thymiaterion

- Torse de Vénus anadyomène